# WWE Japan
WWE Japan（ダブリューダブリューイージャパン）は、WWEが日本でのマーケットの強化を目的に設立した子会社。

## 歴史
2008年1月、東京都渋谷区道玄坂に設立。日本で開催された有明コロシアム大会と日本武道館大会から日本大会の運営をWWE Japanに移管。4月、3月30日（現地）に開催された「レッスルマニア24」アメリカ合衆国フロリダ州オーランド大会のパブリックビューイングを開催。以降、アメリカPPV興行の放映イベントの開催や番組放映のディレイ短縮（3週間から10日）などの事業を展開していた。
2021年9月1日を以って解散の報道があった。アメリカメディアによれば、新型コロナウイルス感染症の世界的流行の影響による組織変更の一環と報じられた。WWE Japanの解散により、2022年以降における日本公演は白紙状態となった。
2021年9月以降は、日本向けのニュース配信やSNSの配信業務を行なっている。